# Lepidozia incurvata
Lepidozia incurvata là một loài Rêu trong họ Lepidoziaceae. Loài này được Lindenb. mô tả khoa học đầu tiên năm 1845.